# 経緯度

経度、緯度、および垂直線（赤）。

ECEF直交座標・地理座標・局所座標の関係（回転楕円体面上）。および方位角の取り方は右手系。

経緯度（けいいど、英語: longitude and latitude）とは、経度（longitude）および緯度（latitude）を指し、地球を含む天体表面上で位置（点）を示すための座標表現である。本稿では地理座標系で用いられる経緯度を説明する。
基本的に、その天体の表面点の垂直ベクトルを考え、その向きを球面座標（角度）で表現する。

## 地理経緯度
経緯度は基本的にその地表点の垂直ベクトルに基づき、そのベクトルの方向を球面座標で角度表現したものである。
{経度{\displaystyle \lambda }、緯度{\displaystyle \phi }｝⇔｛局所垂直ベクトル{\displaystyle (\cos \phi \cos \lambda ,\,\cos \phi \sin \lambda ,\,\sin \phi )}｝。
地理座標系で用いられる地理経緯度（geographic longitude and latitude）は、地球を回転楕円体と見なし、その面の法線ベクトル方向に基づく。

## 経緯度の歴史

### 天文経緯度
歴史的には、地表の鉛直線に基づく垂直方向（天頂）が天球のどこを指すかによって決めた天文経緯度（astronomical longitude and latitude）が使われてきた。これは地球の重力の鉛直線偏差の影響（加えて地球の極運動の影響）を被っている。従って、距離・面積との関係も簡素にならない。

### 地理経緯度
地理学・測地学の発展とともに、経緯度原点を国内に設け、その地点の天文経緯度を原点として位置づけ、接する準拠楕円体に基づく地理経緯度を用いる方式が行われた（地域的測地系）。
さらに近年は全地球的な準拠楕円体に基づく方式の採用が増えている（全地球的測地系）。

## 地理経緯度の変換式
地理座標（経度{\displaystyle \lambda }、緯度{\displaystyle \phi }、高度（楕円体高）{\displaystyle h}）とECEF直交座標系{\displaystyle (x,y,z)}との変換、および微小量の式は下記となる（地球楕円体の長半径{\displaystyle a}、離心率{\displaystyle e={\sqrt {f(2-f)}}}）。
{\displaystyle {\begin{cases}x=\left(N(\phi )+h\right)\cos {\phi }\cos {\lambda },\\y=\left(N(\phi )+h\right)\cos {\phi }\sin {\lambda },\\z=\left(N(\phi )(1-e^{2})+h\right)\sin {\phi },\end{cases}}}
{\displaystyle {\begin{aligned}{\begin{pmatrix}dx\\dy\\dz\\\end{pmatrix}}&={\begin{pmatrix}-\sin \lambda &-\sin \phi \cos \lambda &\cos \phi \cos \lambda \\\cos \lambda &-\sin \phi \sin \lambda &\cos \phi \sin \lambda \\0&\cos \phi &\sin \phi \\\end{pmatrix}}{\begin{pmatrix}dE\\dN\\dU\\\end{pmatrix}},\\{\begin{pmatrix}dE\\dN\\dU\\\end{pmatrix}}&={\begin{pmatrix}\left(N(\phi )+h\right)\cos \phi &0&0\\0&M(\phi )+h&0\\0&0&1\\\end{pmatrix}}{\begin{pmatrix}d\lambda \\d\phi \\dh\\\end{pmatrix}},\\N(\phi )&\triangleq {\frac {a}{\sqrt {1-e^{2}\sin ^{2}\phi }}},\\M(\phi )&\triangleq {\frac {a(1-e^{2})}{\left(1-e^{2}\sin ^{2}\phi \right)^{3/2}}}=N(\phi ){\frac {1-e^{2}}{1-e^{2}\sin ^{2}\phi }}.\end{aligned}}}
微小量三成分はどれも互いに直交方向となる。{\displaystyle h=0}では回転楕円体となり、また子午線弧（経線弧）の曲率半径は{\displaystyle M(\phi )}、卯酉線弧は{\displaystyle N(\phi )}、緯線弧は{\displaystyle N(\phi )\cos \phi } となる。
{\displaystyle (x,y,z)}から{\displaystyle (\lambda ,\,\phi ,\,h)}を求める変換計算については上記から導かれる {\displaystyle \phi } の方程式を解く必要がある。

### 回転楕円体面に沿う最短距離の式
回転楕円体面に沿うので {\displaystyle h=0}（{\displaystyle U=0}）を仮定する。

#### 微小量
最短距離（測地線距離）{\displaystyle s} の微小量は上記から得られる（微分幾何学）。
{\displaystyle ds={\sqrt {dE^{2}+dN^{2}}}={\sqrt {\left(N\left(\phi \right)\cos \phi \,d\lambda \right)^{2}+\left(M\left(\phi \right)d\phi \right)^{2}}}.}
ただし、両極が特異点となる。

#### 短距離近似式
二点間測地線距離{\displaystyle \Delta s}は、短距離の場合には、簡素な近似形を導出できる。{\displaystyle \Delta \lambda =\lambda _{1}-\lambda _{2},\ \Delta \phi =\phi _{1}-\phi _{2},}
{\displaystyle \phi _{\textrm {m}}={\frac {\phi _{1}+\phi _{2}}{2}}}とおいて、短距離条件は、{\displaystyle \Delta \phi \approx 0}かつ{\displaystyle \cos \phi _{\textrm {m}}\sin {\frac {\Delta \lambda }{2}}\approx 0}と表される。
これに従うと{\displaystyle \Delta s} の近似式が導出される（誤差は {\displaystyle |\Delta s_{\text{approx}}-\Delta s_{\text{true}}|\lessapprox {\frac {\Delta s^{3}}{24a^{2}}}}。したがって100kmでは10ppmの精度）。
{\displaystyle {\begin{aligned}\Delta s&\approx 2{\sqrt {\left(N\left(\phi _{\textrm {m}}\right)\cos \phi _{\textrm {m}}\sin {\frac {\Delta \lambda }{2}}\right)^{2}+\left(M\left(\phi _{\textrm {m}}\right)\sin {\frac {\Delta \phi }{2}}\,\cos {\frac {\Delta \lambda }{2}}\right)^{2}}}\\&\approx {\sqrt {\left(2N\left(\phi _{\textrm {m}}\right)\cos \phi _{\textrm {m}}\sin {\frac {\Delta \lambda }{2}}\right)^{2}+\left(M\left(\phi _{\textrm {m}}\right)\Delta \phi \cos {\frac {\Delta \lambda }{2}}\right)^{2}}}.\end{aligned}}}.

##### 平面法
一般論としては短距離近似と見做せず中緯度・低緯度限定だが、簡易な近似計算式として、下記の平面法 (flat-surface method) が普及している。
{\displaystyle \Delta s\approx {\sqrt {\left(N\left(\phi _{\textrm {m}}\right)\cos \phi _{\textrm {m}}\Delta \lambda \right)^{2}+\left(M\left(\phi _{\textrm {m}}\right)\Delta \phi \right)^{2}}}.}
導出は、{\displaystyle |\Delta \phi |\ll 1}かつ{\displaystyle |\Delta \lambda |\ll 1}と仮定し、{\displaystyle |\Delta \lambda |}の三角関数を一次近似して得られる。すなわち上記の微小量式を率直に一次式（{\displaystyle d}→{\displaystyle \Delta }）と見なすことに相当する。
ただし一般論としては短距離近似と見做せない。なぜならば、この {\displaystyle |\Delta \lambda |\ll 1} については高緯度（および極近傍）では必ずしも適切な短距離条件とは言えず、それによる三角関数の近似を行ったことから両極に特異性を生じさせるなど難点を持つが、高緯度（および極近傍）を除けば短距離近似として妥当であり多用される。

##### ガウスの平均緯度法（中間緯度法）
二点間測地線計算の短距離条件の球面近似の一種で
、上記よりも近似精度が改善される（Rapp (1991) §6.4
）（誤差は {\displaystyle |\Delta s_{\text{approx}}-\Delta s_{\text{true}}|\lessapprox {\frac {\Delta s^{3}}{400a^{2}}}}。したがって100kmでは1ppmの精度）。
{\displaystyle \Delta s=2N\left(\phi _{\textrm {m}}\right)\arcsin {\sqrt {\left(\sin {\frac {\Delta \lambda }{2}}\cos \phi _{\textrm {m}}\right)^{2}+\left(\cos {\frac {\Delta \lambda }{2}}\sin {\frac {M\left(\phi _{\textrm {m}}\right)\Delta \phi }{2N\left(\phi _{\textrm {m}}\right)}}\right)^{2}}}.}

##### 他の近似計算式
さらにより近似精度を改善した短距離計算式も歴史的に多くの研究者によって開発されている。例えば、Bowring's_method_for_short_lines、およびKarneyによる改良式がある（誤差は {\displaystyle |\Delta s_{\text{approx}}-\Delta s_{\text{true}}|\lessapprox {\frac {\Delta s^{4}}{6000a^{3}}}}。したがって100kmでは10pptの精度）。
また長距離対応などの計算法には、高次の級数計算もしくは反復を含んでいるものが多い。

## 経度・緯度を並べる順序
並べる順序には、異なる慣行が存在する。正負については、東経を正の経度{\displaystyle \lambda }、北緯を正の緯度{\displaystyle \phi }、南緯向きを正の余緯度とする。
- 右手系では：（経度、緯度、及び高度）の順とする[注釈 11][注釈 12]。
- これに対して左手系[注釈 13]では：（緯度、経度、及び高度）の順とする。局所座標系（地平面）の {\displaystyle x} 方向が北・緯度座標、{\displaystyle y} 方向が東・経度座標となる。

### 地図投影法の表式におけるX,Y平面座標の取り方
地図学における地図投影法の表式で {\displaystyle x,\ y} 平面座標の取り方は右手系で表されることが多い。
- 右手系：{\displaystyle x}方向を右横方向、{\displaystyle y}方向を上縦方向
- 左手系：{\displaystyle x}方向を上縦方向、{\displaystyle y}方向を右横方向[注釈 14][注釈 15]

## 方位角との対応関係
方位角は上記と対応した関係が存在する：
- 右手系（反時計回り）：（東→北→西→南）[注釈 16]
- 左手系[注釈 13]（時計回り）：（北→東→南→西）

方位角を {\displaystyle \theta }として、局所座標系（地平面）の単位円は {\displaystyle (x,y,z)=(\cos \theta ,\sin \theta ,0)} となる。

## 右手系経緯度の採用
下記では右手系経緯度が採用されている。
- OpenLayers
- MapboxGL
- KML
- GeoJSON
- Well-known text
- MySQL
- MongoDB
- Redis
- Oracle Spatial（英語版）
- Solr
- Elasticsearch
- Geocouch
- OSRM

### polygonの頂点配列が時計周り順
右手系経緯度を採用しているもののうち、polygonの頂点配列順については時計周り順（左手系）を採用しているものがある：
- Shapefile
- ArcGIS API for JavaScript
- D3.js
- PostGIS
- SpatiaLite
- TopoJSON

### 左手系経緯度の採用
下記では左手系経緯度（緯度、経度の順）が採用されている。
- Leaflet
- Google Maps API
- Apple MapKit
- ArangoDB
- GeoRSS
- Open Geospatial Consortium (OGC)のSpatial Reference System（英語版） (SRS)[注釈 17]

#### 左手系地図投影法の採用
下記では左手系の地図投影法を採用し、平面座標の{\displaystyle x}軸は右横方向が正、{\displaystyle y}軸は下縦方向が正としている。
- Mapbox Vector Tiles（英語版）